# Томенко Іван Іванович
Іва́н Іва́нович Томе́нко (13.03.1973 — 16.09.2023) — український військовослужбовець, учасник російсько-української війни, кавалер ордена «За мужність» III ступеня.

## Життєпис
Народився 13 березня 1973 року в селі Першотравневе Буринського району Сумської області.
Навчався в Дяківській школі.
Пройшов строкову військову службу в сухопутних військах.
Працював на сільгосппідприємствах; останнім часом — агрофірма «Білопілля-Агро».
З 24 грудня 2022 — в лавах Збройних сил України. Пройшов навчання в Польщі.
Загинув 16 вересня 2023 року в селі Вербове Пологівського району Запорізької області.
Похований у Ворожбі 1 жовтня 2023 року.
Без Івана лишились дружина Тетяна і син Станіслав. Син теж воював у лавах ЗСУ.

## Нагороди
- Орден «За мужність» III ступеня[1].